# Mentor Mazrekaj
Mentor Mazrekaj (ur. 8 lutego 1989 w Prisztinie) – kosowski piłkarz.